# ОШ „Никола Тесла” Дубље
ОШ „Никола Тесла” је основна школа која се налази у насељу Дубље, општина Богатић. Основана је 1865. године. 

## Опште информације
Школа се налази у центру села, површине је 1150m2, опремљена је солидним намештајем, поседује потребна наставна средства и помагала. Наставно особље је стручно заступљено. Ове школске  2021/2022. године уписано је 184 ученика. Школа има осам класичних учионица, једну учионицу адаптирану за извођење наставе физичког васпитања, кабинет за информатику, просторију за предшколско, библиотеку, наставничку канцеларију, канцеларију за директора, канцеларију за стручну службу, трпезарију, кухињу, санитарни чвор и спортски полигон. Током протеклог периода доста је урађено на реновирању школског објекта, набавци школског намештаја и наставних средстава.
Дан школе се обиљежава 12. маја низом активности и свечаном академијом.

## Историјат
Школа у Дубљу је самостална сеоска школа са дугом историјом. Основана је 1865. године. Дуго је радила са једним комбинованим одељењем, постепено се ширила, да би 1951. године постала осмогодишња школа. Неко вријеме су ученици дубљанске школе похађали школу у центру села у данашњем Дому културе. Данашња школска зграда почела је са радом 1972. године. Школа у Дубљу радила је у оквиру основне школе у Богатићу, односно била је издвојено одељење. Тек је 1993. године постала самостална школа са именом „Вера Благојевић”, да би 2004. године поносно понела име „Никола Тесла”. Током 2015. године обележено је сто педесет година рада школе.

## Активности
Школа је домаћин разних активности на општинском нивоу. Низ година је домаћин општинског такмичења ученика основних школа у познавању саобраћаја под нази ом „Шта знаш о саобраћају“.

## Галерија
- Данашњи Дом културе